# ルチェネツ - ウテカーチ線
ルチェネツ - ウテカーチ線（スロバキア語: Železničná trať Lučenec – Utekáč）は、スロバキア国鉄の鉄道線の名称である。路線番号は162。
最初に開業したのはルチェネツ〜ポルタール間で、1901年に開業した。その後、1908年から1909年にかけてウテカーチまで延伸し、全線開通した。

## 運行形態
- ルチェネツ - ウテカーチ
各駅停車。2時間に1本の運行だが、平日はこれにルチェネツ〜ポルタールまたはコカヴァ間の区間運転が加わる。全て線内のみの運行。
2020年以前は、片道1本のみ160号線に直通し、ウテカーチ→ルチェネツ→ズヴォレンの系統で運行していた。

## 駅一覧
以下では、スロバキア国鉄162号線の駅と営業キロ、停車列車、接続路線などを一覧表で示す。なお、全て各駅停車である。
| 路線名 | 駅名                                           | 駅間営業キロ | 累計営業キロ | 接続路線 | 所在地                     | 所在地       |
| ------ | ---------------------------------------------- | ------------ | ------------ | -------- | -------------------------- | ------------ |
| 162    | ルチェネツ駅                                   | -            | 0.0          | 160号線  | バンスカー・ビストリツァ県 | ルチェネツ郡 |
| 162    | オパトヴァー・プリ・ルチェンチ駅               | 1.4          | 1.4          |          | バンスカー・ビストリツァ県 | ルチェネツ郡 |
| 162    | ヴェリカー・ヴェス駅                           | 5.2          | 6.6          |          | バンスカー・ビストリツァ県 | ポルタール郡 |
| 162    | カリノヴォ駅                                   | 2.3          | 8.9          |          | バンスカー・ビストリツァ県 | ポルタール郡 |
| 162    | ブレズニチカ駅                                 | 4.1          | 13.0         |          | バンスカー・ビストリツァ県 | ポルタール郡 |
| 162    | ゼレネー駅                                     | 2.8          | 15.8         |          | バンスカー・ビストリツァ県 | ポルタール郡 |
| 162    | ポルタール駅                                   | 2.8          | 18.6         |          | バンスカー・ビストリツァ県 | ポルタール郡 |
| 162    | スラナー・レホタ駅                             | 3.1          | 21.7         |          | バンスカー・ビストリツァ県 | ポルタール郡 |
| 162    | チェスケー・ブレゾヴォ駅                       | 2.5          | 24.2         |          | バンスカー・ビストリツァ県 | ポルタール郡 |
| 162    | ズラトノ駅                                     | 4.3          | 28.5         |          | バンスカー・ビストリツァ県 | ポルタール郡 |
| 162    | コカヴァ・ナド・リマヴィツォウ・リェシニツァ駅 | 4.0          | 32.5         |          | バンスカー・ビストリツァ県 | ポルタール郡 |
| 162    | コカヴァ・ナド・リマヴィツォウ駅               | 3.2          | 35.7         |          | バンスカー・ビストリツァ県 | ポルタール郡 |
| 162    | ウテカーチ駅                                   | 5.5          | 41.2         |          | バンスカー・ビストリツァ県 | ポルタール郡 |